# برت برنن
برت برنن (انگلیسی: Bert Brenen؛ ۵ اکتبر ۱۹۱۵ – February 1995 (age 79)) بازیکن فوتبال اهل بریتانیا بود.
از باشگاه‌هایی که در آن بازی کرده‌است می‌توان به باشگاه فوتبال یورک سیتی اشاره کرد.